# San Juan Cotzocón
San Juan Cotzocón là một đô thị thuộc bang Oaxaca, México. Năm 2005, dân số của đô thị này là 22478 người.